# Müderris
Müderris o mudris è un termine che descriveva lo studioso di religione, un professore o membro di una facoltà nel mondo selgiuchide e nell'Impero ottomano.
In arabo, la parola "müderris" significa insegnante di lezione, descrivendo l'insegnante che insegna e lo studioso che è autorizzato a impartire lezioni. Dopo aver completato l'istruzione e la formazione nelle scuole locali delle province, e dopo aver conseguito il diploma, gli insegnanti impartivano lezioni sulla religione e sulle scienze nelle madrasa dove venivano chiamati müderris e la professione esercitata veniva chiamata müderrislik.